# 주석로 (순천 곡성)
주석로(Juseok-ro)는 전라남도 순천시 주암면 광천리 주암사거리와 곡성군 석곡면 능파리 능파사거리를 잇는 전라남도의 도로이다. 전 구간 국도 제27호선에 속한다.

## 연혁
- 2009년 7월 3일 : 2개 이상 시·군에 걸쳐 있는 광역도로로 주석로를 고시[1]

## 주요 경유지
전라남도
- 순천시 주암면 - 곡성군 석곡면

## 노선
| 이름         | 접속 노선                                     | 소재지 | 소재지                                 | 비고 |
| ------------ | --------------------------------------------- | ------ | -------------------------------------- | ---- |
| 주암사거리   | 국도 제22호선 국도 제27호선 (동주로) 주암호길 | 순천시 | 주암면                                 |      |
| 광천소교     | 궁각길                                        | 순천시 | 주암면                                 |      |
| (한곡입구)   | 한곡길                                        | 순천시 | 주암면                                 |      |
| (대구리)     | 대구길                                        | 순천시 | 주암면                                 |      |
| 주암농공단지 |                                               | 순천시 | 주암면                                 |      |
| 군계교       |                                               | 순천시 | 주암면                                 |      |
|              | 곡성군                                        | 석곡면 |                                        |      |
| 앞고개       | 곡성군                                        | 석곡면 |                                        |      |
| 석곡 나들목  | 곡성군                                        | 석곡면 | 25호선 호남고속도로                    |      |
| 홍천교       | 곡성군                                        | 석곡면 |                                        |      |
| 석곡 교차로  | 곡성군                                        | 석곡면 | 석곡로                                 |      |
| 석곡교       | 곡성군                                        | 석곡면 |                                        |      |
| 죽산마을입구 | 곡성군                                        | 석곡면 | 노치로 죽산길                          |      |
| 능파사거리   | 곡성군                                        | 석곡면 | 국도 제27호선 (곡순로) 대황강로 석곡로 |      |